# Vallada (kommunhuvudort)
Vallada är en kommunhuvudort i Spanien.   Den ligger i provinsen Província de València och regionen Valencia, i den östra delen av landet, 300 km sydost om huvudstaden Madrid. Vallada ligger 291 meter över havet och antalet invånare är 3 339.
Terrängen runt Vallada är huvudsakligen kuperad, men åt nordost är den platt. Vallada ligger nere i en dal. Runt Vallada är det ganska tätbefolkat, med 214 invånare per kvadratkilometer. Närmaste större samhälle är Ontinyent, 11,0 km sydost om Vallada. 